# Wola Krakowiańska
Wola Krakowiańska – wieś sołecka w Polsce położona w województwie mazowieckim, w powiecie pruszkowskim, w gminie Nadarzyn. Leży nad górnym biegiem rzeki Utraty.
| SIMC    | Nazwa | Rodzaj    |
| ------- | ----- | --------- |
| 0005530 | Pławy | część wsi |

Wieś szlachecka Wola Krakowiańska położona była w drugiej połowie XVI wieku w powiecie tarczyńskim ziemi warszawskiej województwa mazowieckiego. W latach 1975–1998 miejscowość administracyjnie należała do województwa warszawskiego.
We wsi znajdują się dwa lądowiska.